# 刘显 (独孤部)
刘显（?—?），本名丑伐，刘库仁之子。

## 生平
刘显杀叔叔刘眷而立，又要害拓跋珪。拓跋珪即位，刘显自善无南逃至马邑。
拓跋珪即位，在马邑讨伐刘显，至弥泽大破刘显。刘显投奔後燕，刘卫辰与慕容垂通好，送马三千匹给慕容垂。慕容垂派遣慕容良迎接。刘显击败慕容良军，掠马而去。
慕容垂大怒，遣子慕容麟、侄子慕容楷讨伐，刘显逃到马邑西山。慕容麟轻骑追赶，遂到长子投奔西燕慕容永。部众都投降慕容麟，慕容麟将他们迁徙到中山。

## 家族

### 高祖父
- 刘去卑，匈奴右贤王。

### 曾祖父
- 刘猛，匈奴右贤王。

### 祖父母
- 刘路孤，创立匈奴独孤部。
- 拓跋氏，平文帝拓跋郁律的女儿，昭成帝拓跋什翼犍的姐妹。

### 父
- 刘库仁，独孤部人。十六国时期代国、前秦名将。

### 兄弟
- 刘肺泥。
- 刘亢泥，娶道武帝拓跋珪的姑姑。